# East Thurlow Island
East Thurlow Island är en ö i Kanada.   Den ligger i Strathcona Regional District och provinsen British Columbia, i den sydvästra delen av landet, 3 700 km väster om huvudstaden Ottawa. Arean är 107 kvadratkilometer.
Terrängen på East Thurlow Island är lite kuperad. Öns högsta punkt är 658 meter över havet. Den sträcker sig 12,9 kilometer i nord-sydlig riktning, och 16,2 kilometer i öst-västlig riktning.
Trakten runt East Thurlow Island är nära nog obefolkad, med mindre än två invånare per kvadratkilometer.